# Paul Stelzner
Paul Wilhelm Stelzner (* 22. Juli 1852 in Dresden; † 2. August 1919 ebenda) war ein sächsischer Generalmajor.

## Leben
Sein Vater Gustav Stelzner war Regierungsrat im Sächsischen Ministerium des Innern. Paul Wilhelm Stelzner trat 1876 in den Kadettenkorps der sächsischen Armee ein, wo Karl Ludwig d’Elsa, Alexander Salvator von Pereira, Moritz Schneider, Philipp von Haugk und Hans Gäde zu seinen Divisionskameraden zählten. Nach langjähriger Erziehung wurde er am 1. April 1869 als Fähnrich der sächsischen Artillerie, genauer gesagt dem Feldartillerie-Regiment übergeben. Nach Ausbruch des Krieges gegen Frankreich wurde er schon am 29. Juli 1870 (10 Tage nach Kriegsbeginn) zum Leutnant befördert und rückte mit seinem Verband an die Front. Er wurde über den gesamten Konflikt mit dem Eisernen Kreuz II. Klasse ausgezeichnet und durchlief nach Kriegsende eine gewöhnliche militärische Laufbahn, wonach er am 1. Juli 1874 zum Oberleutnant und Regimentsadjutanten beim 2. Feldartillerie-Regiment Nr. 28 aufrückte und am 24. November 1881 zum Hauptmann und Batteriechef in diesem aufstieg. Am 22. September 1890 erfolgte schließlich seine Beförderung zum Major und Abteilungskommandeur der 1. Abteilung im 3. Feldartillerie-Regiment Nr. 32, worauf er in den nachfolgenden Jahren u. a. mit den Geschäften eines etatsmäßigen Stabsoffiziers beauftragt wurde und am 17. September 1895 zum Oberstleutnant aufstieg. Er wurde alsbald Regimentskommandeur des 2. Feldartillerie-Regiments Nr. 28 und wurde in dieser Position am 17. April 1898 zum Oberst befördert. Er wurde am 25. Juli 1900 unter Genehmigung seines Abschiedsgesuches zur Disposition gestellt. Bis zu seinem Tod erhielt er noch im Mai 1918 den Charakter eines Generalmajors.
Er wurde 1919 auf dem Johannisfriedhof in Dresden beigesetzt.